# Golur-e Bala
Golur-e Bala (em persa: گلوربالا, também romanizada como Golūr-e Bālā; também conhecida como Golūr) é uma aldeia do distrito rural de Kelarabad, no condado de Abbasabad, da província de Mazandaran, Irã.
No censo de 2006, sua população era de 462 habitantes, em 131 famílias.